# الخطوط الجوية النيبالية الرحلة 183
الخطوط الجوية النيبالية الرحلة 183 كانت رحلة ركاب إقليمية مجدولة بطائرة من طراز دي هافيلاند كندا دي إتش سي 6 توين أوتر والتي تحطمت في الأدغال بالقرب من مدينة ديكورا التي تبعد 74 كيلومتر من جنوب شرق مدينة بوكارا في 16 فبراير 2014.
تم الإبلاغ عن الحطام المشتعل من قبل مروحية مراقبة وأتضح أن الطائرة المنكوبة اصطدمت بهضبة.

## الجدول الزمني
غادرت الطائرة من مطار بوكارا وعلى متنها 15 راكباً و 3 أفراد من الطاقم، وكان من المتوقع وصولها إلى مطار جوملا في الشمال الشرقي من البلاد الساعة 13:45 في التوقيت المحلي (8:00 توقيت عالمي منسق), 30 دقيقة بعد الإقلاع حاولت الطائرة تحويل مسار الرحلة الي مطار بهايراهاوا بسبب سوء الأحوال الجوية التي أدت إلى تعطل أجهزة الإتصال، اخر إتصال مع طاقم الطائرة كان في الساعة 13:13 عندما بلغ الطاقم موقع الطائرة التقريبي لبرج المراقبة في مطار بهايراهاوا, عندها تحطمت الطائرة في أدغال ماسين ليك التي تقع في ديكورا، مقاطقة أرغخانتشي, النيبال.
بالرغم من عدم وجود شهود عيان لحادث التحطم شاهد بعض السكان بعض من بقايا الطائرة المنكوبة، في البداية لم تكن هناك رؤيا واضحة لموقع التحطم وعندما وصلت فرق البحث والإنقاذ إلى الموقع في نهاية تم إيجاد جميع جثث الركاب الثمانية عشر منتشرة على الهضبة.
وفقاً للجيش النيبالي، يبلغ ارتفاع موقع التحطم 7000 قدم فوق سطح البحر, وقد تم العثور على بعض حطام الطائرة على بعد 7 كيلومتر من موقع التحطم.

## الركاب
وفقاً لإدارة الطيران المدنية النيبالية جميع من كان على متن الطائرة نيباليون من ضمنهم طفل بإستثناء راكب واحد يحمل الجنسية الدنماركية.

## التحقيق
كلفت الحكومة النيبالية فريق مكون من 4 أشخاص للتحقيق في سبب الحادث، وتم إسترجاع الصندوق أسود من موقع التحطم وتم توقع صدور نتائج من الفريق بعد شهرين من الحادثة.